# Lionheart: Kings’ Crusade
Lionheart: Kings' Crusade — компьютерная игра в жанре стратегии в реальном времени с элементами ролевой игры. Была разработана компанией NeocoreGames, и была издана в октябре 2010 года компанией Paradox Interactive. В России игру издает тандем компаний 1C и Snowball Studios под названием Kings' Crusade. Львиное Сердце.

## Геймплей

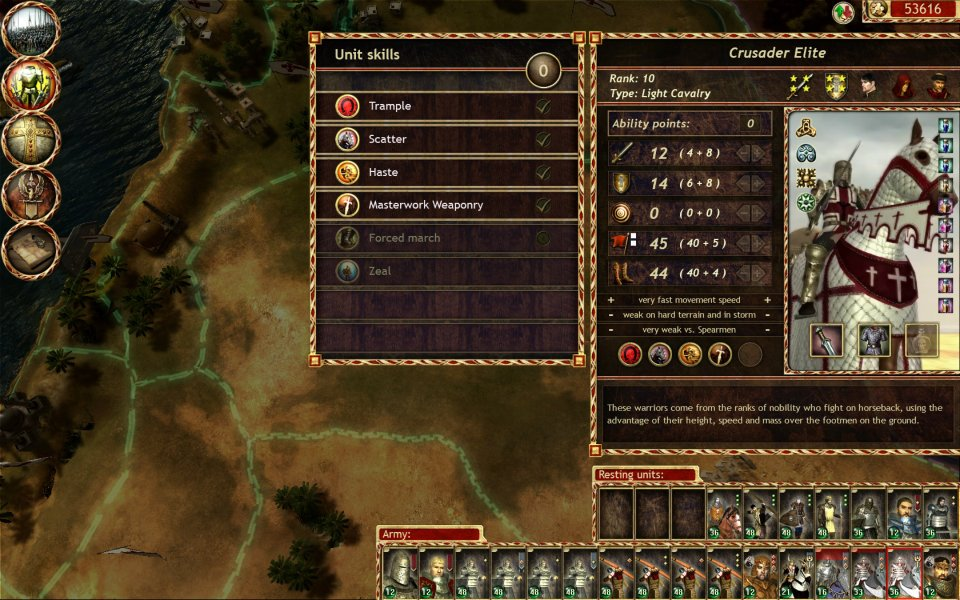
Экран найма войск

В игре есть возможность сыграть в игровую кампанию, сценарий и сетевую игру.

### Кампания крестоносцев
Её цель — покорить Ближний Восток и объединить его под своим началом. Выигрывая сражения и принимая политические решения, игрок должен привести Ричарда Львиное Сердце и его армию к окончательной победе над врагами.
В этой кампании игрок будет вести дела с представителями нескольких блоков. Эти стороны часто имеют противоположные интересы, их цели в походах различаются. Перед самой битвой игроку придется определиться с выбором союзника. Взаимодействие с определённым блоком увеличивает славу игрока среди его представителей, с повышением уровня славы открываются новые возможности. Каждый одобренный план дает +1 к славе у выбранного блока. Так же между боями будут возникать ситуации, когда нужно решить спор в пользу того или иного блока, помочь деньгами или провести битву. Вы получите войска, деньги, реликвии, оружие или очки славы, но некоторые решения могут понизить очки славы у другой фракции.
Политические блоки крестоносцев:
- Франция — давно и беспрестанно конфликтует с Англией, однако на пороге войны с иноверцами французский король готов прислать в помощь Львиному Сердцу свою тяжелую конницу.
- Тамплиеры — рыцарский орден, отличается прекрасно организованными войсками и богатством. Они предлагают полезные экономические улучшения и посылают на восток сильных героев.
- Папство — если заручиться поддержкой Папы, игрок сможет меньше тратить на наём воинов, их мораль возрастёт, а папские легаты смогут переходить под его начало в битвах.
- Священная Римская Империя — отправила в поход сильные пехотные отряды, а после отзыва своих войск поможет Львиному Сердцу полезными улучшениями для пехоты.

Вторая кампания начинается после крестового похода Ричарда и повествует о султане Саладине. Выбрав сторону его войска, игрок постарается вернуть Святую Землю под крыло мусульман. Существует несколько отличий от кампании за христиан.
- Сарацины обладают богатым культурным наследием и стремлением к новым знаниям. Развитие науки представлено в виде дерева технологий. Улучшения для войск продаются за дукаты и очки улучшений, которые копятся при успешном выполнении заданий. У дерева технологий три ветви: умения открывают доступ к деяниям легендарных героев, отряды — к новым типам войск, а основная ветвь содержит улучшения общего характера.
- Сила веры — в отличие от навыков, не бесплатны и требуют расхода Очков веры. Во время фазы управления, очки веры имеют свойство восполняться.

### Герои
Герои кампании крестоносцев:
- Ричард Львиное Сердце — С семнадцатилетнего возраста Ричард I Английский водил в бой целые армии. Смелого короля вскоре прозвали Львиным Сердцем. Будучи прирожденным воином, король, узнав о падении Иерусалима, горячо поддержал идею Третьего крестового похода и увлёк за собою других европейских монархов. Доступен с самого начала кампании.
- Танкред ди Лечче — Итальянский вельможа, с детства вхожий во многие дворцы Папской Области. Владеть мечем и плести интриги он учился у лучших мастеров Европы. Танкред не считает себя воином, но понимает, что кто-то должен представлять на Святой Земле интересы Папы Римского. Появится в вашей армии после того, как вы наберёте 10 очков славы Папства.
- Рено Триполийский — Рено скорее стратег, нежели кровожадный рубака, но коли доведется идти в бой — от славной драки убегать не станет. Однако этот человек твёрдо убежден, что все битвы выигрываются в воинских шатрах ещё до начала битвы. Чтобы получить его, нужно набрать 8 очков славы у Тамплиеров.
- Ги де Лузиньян — Знаменитый рыцарь, выходец из Франции, ветеран политических баталий на Святой Земле, в прошлом — король Иерусалима. При всём своём громадном опыте, Ги де Лузиньян по характеру противоречив, отчего врагов у него не меньше, чем друзей. Присоединится к армии Ричарда, если вы заработаете 10 очков славы у Франции.
- Вильгельм Кёльнский

## Рецензии
| Сводный рейтинг | Сводный рейтинг |
| Агрегатор       | Оценка          |
| --------------- | --------------- |
| GameRankings    | 75,45 %         |

Портал Absolute Games поставил игре 65 %. Обозреватель отметил отличный игровой сюжет и хорошую графику. Вердикт: «В меру реалистичная боевая система и увлекательная „прокачка“ позволяют Lionheart опередить Crusaders и XIII century. Но технические недоработки и отсутствие стратегического режима — серьёзные недостатки, которые не оттолкнут разве что поклонников эпохи крестовых походов. Medieval 2: Total War — Kingdoms даже спустя три года кладет конкурентов на лопатки».
Журнал «Игромания» поставил игре 8.5 баллов из 10-ти, сделав следующее заключение: «Lionheart: Kings' Crusade не стал очередной венгерской революцией в жанре. Зато Neocore Games подарили нам яростную, увлекательную (хотя все ещё не идеальную) тактическую стратегию в духе классической Dark Omen. Такие игры сегодня большая редкость, поэтому если вы из тех, кто готов переигрывать сражение только ради того, чтобы сохранить любимых лучников 4-го уровня, с которыми не один пуд земли сожрали, то пропускать Lionheart: Kings' Crusade строго не рекомендуется».
Страна Игр поставила игре 7 из 10 баллов. К достоинствам были причислены великолепно оформленные игровые кампании и музыкальное сопровождение. К недостаткам отнесли малую продолжительность игры и слабый AI. Вердикт: «До „Короля Артура“ игра так и не допрыгнула. И это притом, что разработчик совпадает».